# Pterinopelma sazimai
Pterinopelma sazimai é uma espécie de aranha da família Theraphosidae, de coloração azul, descrita em 2012.
A espécie foi descoberta no Brasil por Rogério Bertani, Roberto Hiroaki Nagahama e Caroline Sayuri Fukushima. Conhecida como tarântula-sazima, seu nome honra o zoológico brasileiro Ivan Sazima, que coleta os primeiros espécimes. Já é considerada uma espécie ameaçada pelo tráfico de animais que existe no país.

### Habitat
Essa espécie se encontra nos estados do Bahia e Minas Gerais, no Brasil. No momento, essa espécie é só conhecido morar em Brasil. É um escavador obrigatório, e mora nas tocas na terra. 

### Descrição
A Tarântula-sazima cresce até 14-16 centímetros no comprimento, que se faz uma tarântula de tamanho médio a grande. As fêmeas, como a maioria das tarântulas, são geralmente maiores que os machos. Seus pelos são pretos, com pelos vermelhos mais compridos no abdômen dorsal. As fêmeas têm uma iridescência azul distinta, que os machos faltam. O juvenil desta espécie é cinza. Essa espécies tem pelos urticantes. 

### Como um Animal de Estimação
Esta Aranha é popular entre coletores de tarântulas para seu cor brilhante e iridescência única, levando a estar criando como um Animal de Estimação. 

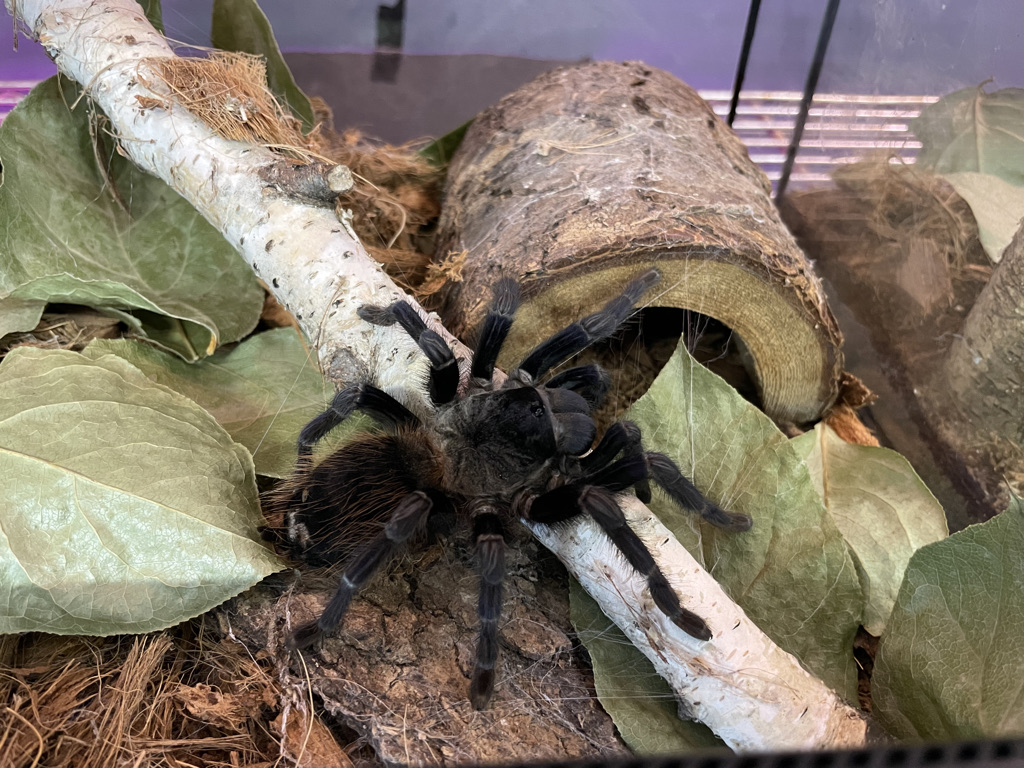
Um Macho P. Sazimai